# 홍콩 익스프레스 항공
홍콩 익스프레스 항공(영어: Hong Kong Express Airways, 중국어: 香港快運航空)은 홍콩 국제공항을 허브로 하는 홍콩의 저비용 항공사로, 이전 사명은 강리안 항공(중국어: 港聯航空)으로 불렸다.

## 개요
홍콩의 항공사로 본래는 하이난 항공의 자회사였으나, HNA그룹의 경영난 이후 2019년 캐세이퍼시픽 항공에 인수됐다. 홍콩 항공과 제휴하고 있으며 홍콩과 마카오를 연결하는 정기 헬기편인 헬리 익스프레스(HELI EXPRESS)의 계열사에 속한다. 2008년 4월부터 일본과 홍콩의 항공 자유화 협정을 통해 일본 노선을 대폭 증편했다. 2013년 저비용 항공사로의 전환을 선언한 후 2014년 홍콩을 중심으로 중국 국내선과 대한민국, 일본, 중화민국, 태국, 말레이시아 노선에 취항하고 2015년에는 제주국제공항과 우시, 다낭 노선에 추가로 취항할 예정이다.

## 운항 노선
- 2020년 4월 현재 홍콩 익스프레스 항공은 다음과 같은 노선을 운항하고 있다.

## 보유 기종

### 현재 보유 중인 기종
- 2023년 4월 기준으로 현재 홍콩 익스프레스 항공은 다음과 같이 보유하고 있다.[1][2]

## 같이 보기
- 홍콩의 항공사 목록
- 홍콩의 교통

## 사진

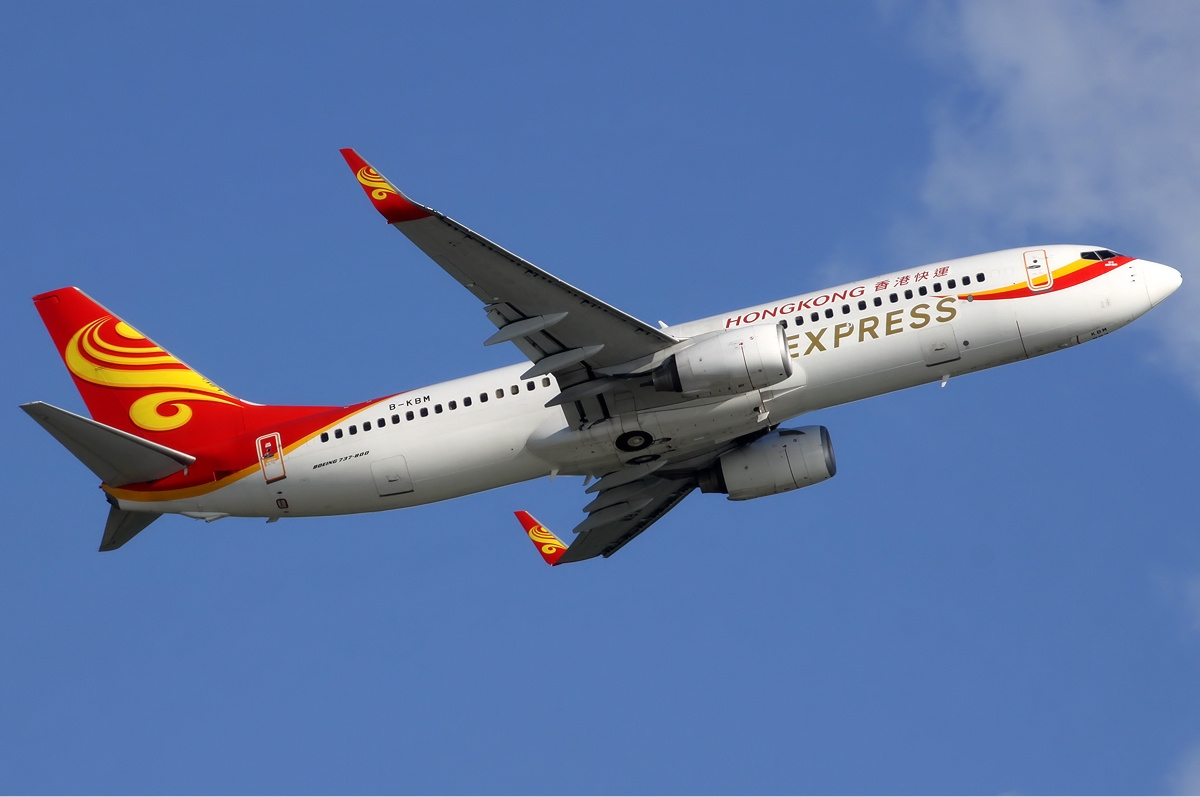
홍콩 익스프레스 항공의 보잉 737-800 (구도장)
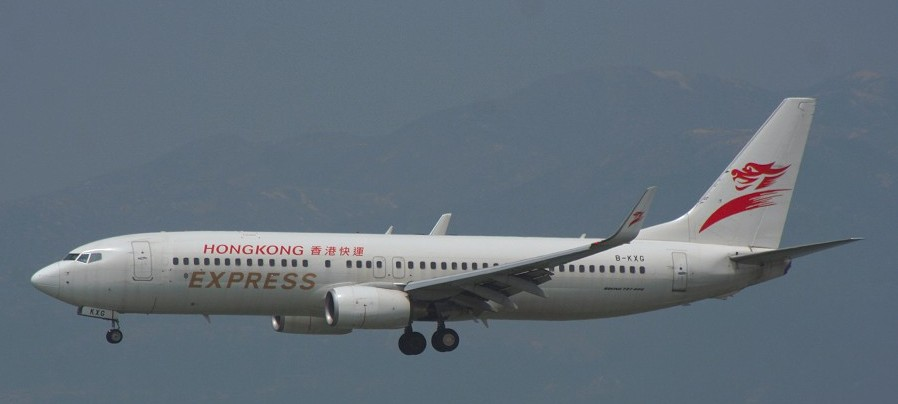
홍콩 익스프레스 항공의 보잉 737-800 (구도장)
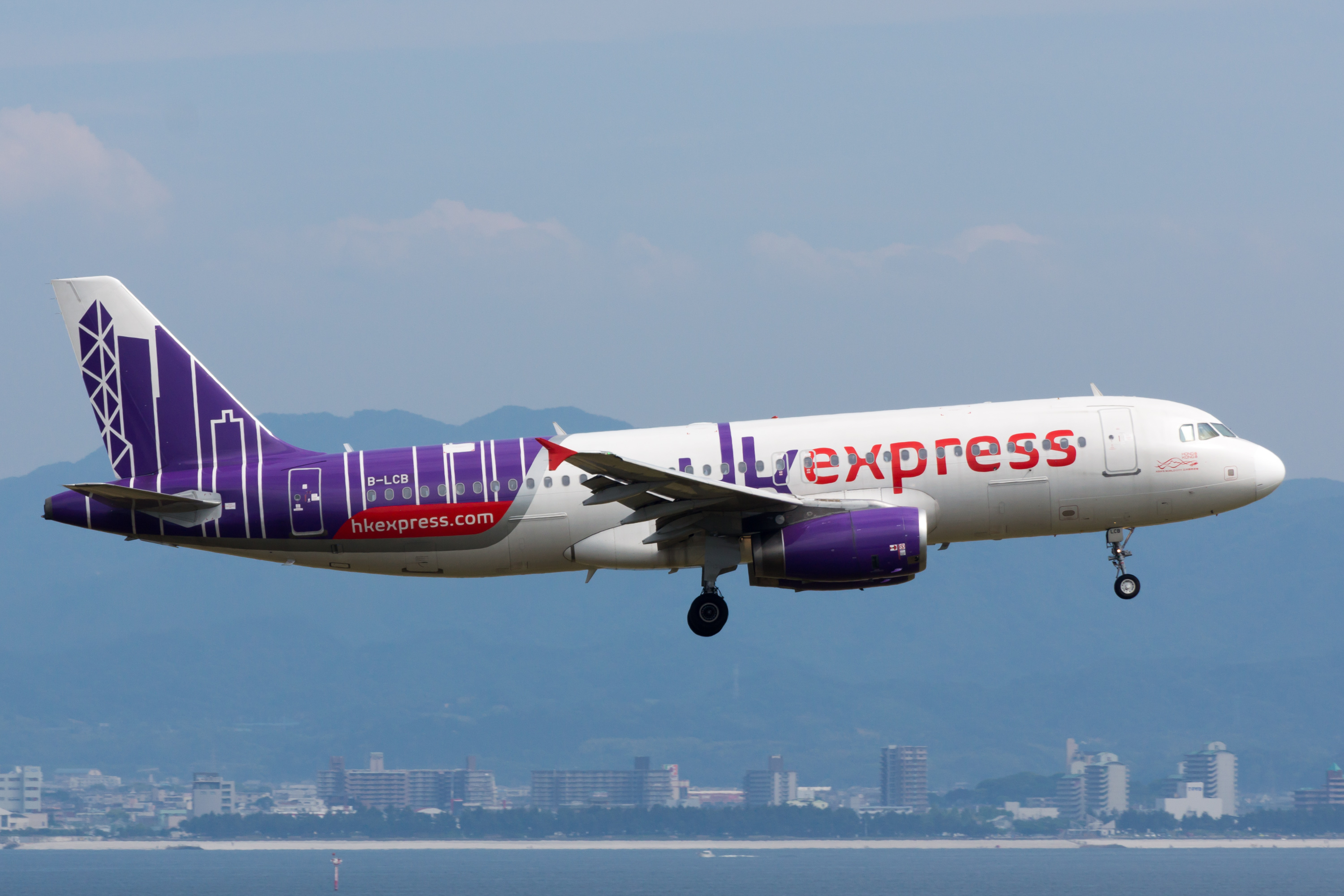
홍콩 익스프레스 항공의 에어버스 A320-200
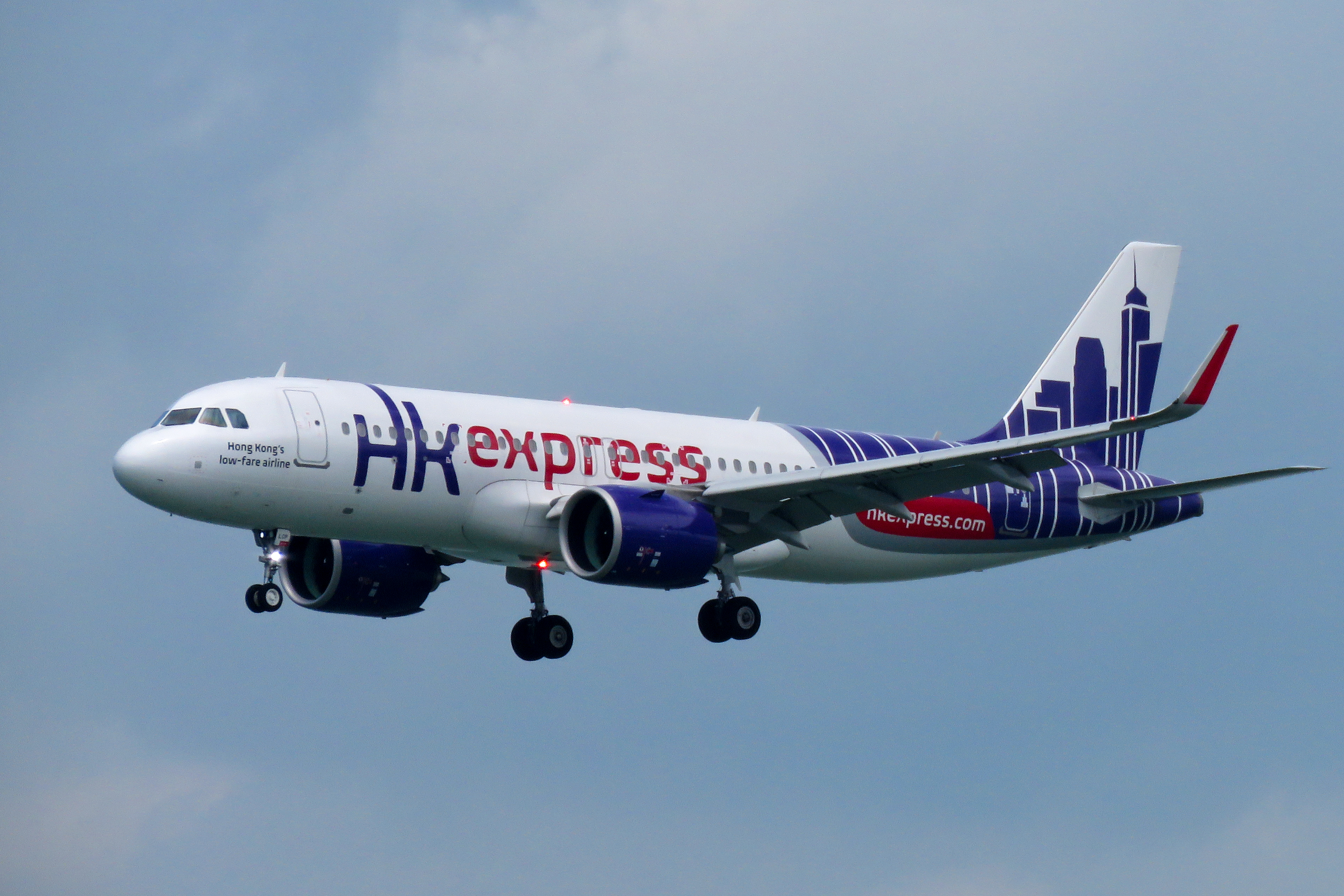
홍콩 익스프레스 항공의 에어버스 A320neo
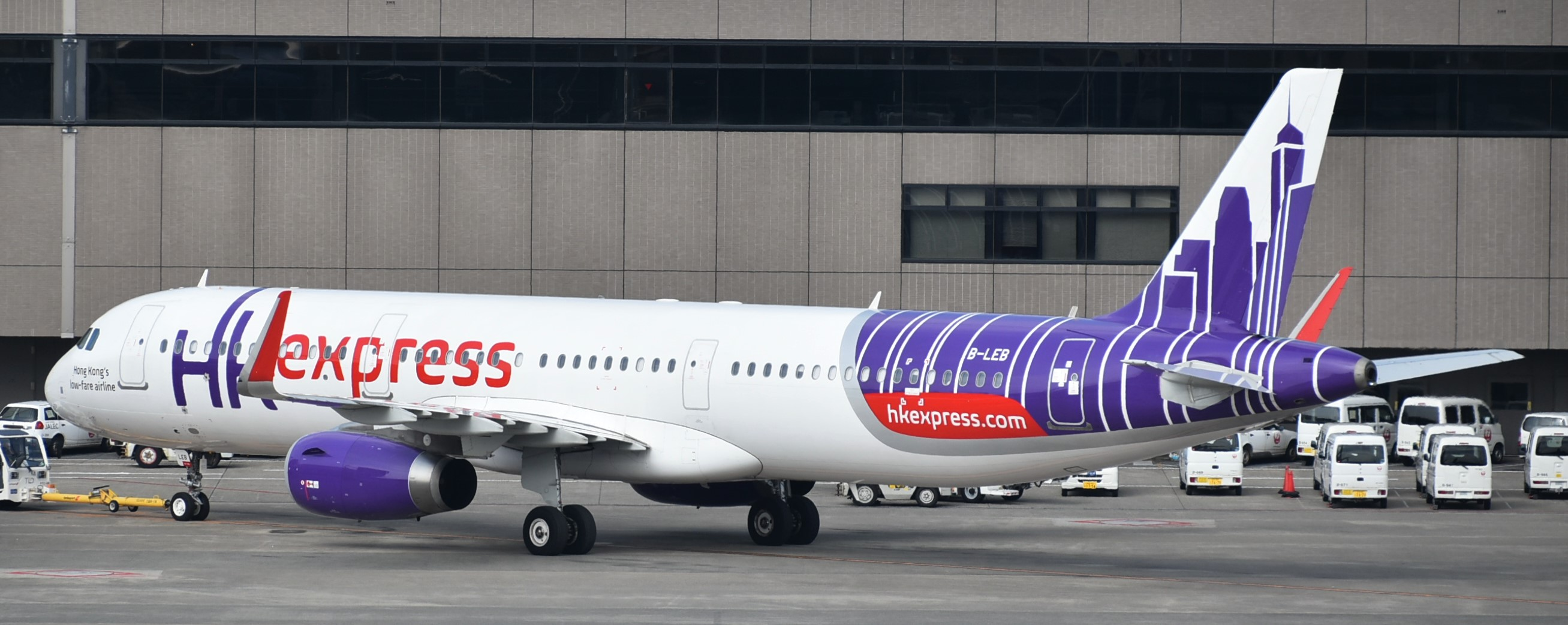
홍콩 익스프레스 항공의 에어버스 A321-200